# Скуибб, Джун
Джун Луиз Скуибб (англ. June Louise Squibb; род. 6 ноября 1929, Вандалия, Иллинойс) — американская актриса, широко известная по многолетнему сотрудничеству с режиссёром Александром Пэйном, задействовавшим её в ключевых ролях в своих картинах «О Шмидте» и «Небраска». За последнюю Скуибб была удостоена нескольких наград и представлена к, помимо многочисленных прочих, премии Гильдии киноактёров США, «Оскар», «Золотой глобус».

## Биография
Родилась 6 ноября 1929 года в небольшом городе Вандалия, штат Иллинойс, в семье страховщика Льюиса Скуибба и его супруги, пианистки Джойбелль Скуибб. В 1920-е годы мать Джун играла на пианино для немых кинолент. Скуибб позже вспоминала, что её мать была алкоголичкой:
Всегда существовала неопределённость, я никогда не была уверена, кем она будет на этот раз — любящей матерью, бой-бабой или кем-то посередине. В конце жизни она была очень больной, но всё ещё требовала мартини.
В школе всегда участвовала в театральных постановках, но семья не проявляла никакого интереса к её увлечению.
В начале 1950-х перебралась в Кливленд, где на протяжении пяти лет изучала театральное искусство. В 1957 году окончательно обосновалась в Нью-Йорк, дебютировала ролью Дульси в офф-бродвейском мюзикле «Приятель». Тремя годами спустя играла уже и на Бродвее, в роли стриптизёрши Электры в мюзикле «Цыганка» бок о бок с легендарной Этель Мерман.
В 1970-х годах плодотворно сотрудничала с иллюстратором Эдвардом Гори. В конце 1980-х заявила своему агенту, что переключается на кинематограф и телевидение. В 60 лет сыграла первую кинороль в комедии Вуди Аллена «Элис» (1990).
В 2002 году создала ключевой образ супруги героя Джека Николсона в трагикомедийном роуд-муви Александра Пэйна «О Шмидте». Пэйн, познакомившись со Скуибб, попросил её записать пробы на видеоплёнку, так как она была занята в спектакле о пианисте Либераче. Скуибб отказалась, но представители режиссёра настаивали и после личной встречи Пэйн напрямую заявил, что хочет, чтобы она сыграла в его фильме.
Спустя больше десяти лет снова поработала с Пэйном на съёмочной площадке картины «Небраска», перевоплотившись в аналогичную роль жены героя Брюса Дерна. Премьера состоялась на 66-м Каннском кинофестивале, где всей съёмочной группе была устроена 10-минутная стоячая овация. По словам Скуибб, это были моменты, которые она не забудет никогда. За эту крайне тепло принятую актёрскую работу Скуибб была удостоена премии «Спутник» и номинирована на премии Гильдии киноактёров США, «Золотой глобус», «Независимый дух» и «Оскар».
В интервью газете Chicago Tribune сообщила, что не жалеет о том, что настоящая слава навестила её так поздно: «У меня была славная, длинная жизнь».

### Личная жизнь
Вдова преподавателя по актёрскому мастерству Чарльза Какатсакиса (1929—1999). От него есть сын Гарри, ставший режиссёром.
Около десяти лет проживает в Лос-Анджелесе, в 2011 году продала квартиру в Нью-Йорке. Большая поклонница современной телеиндустрии, любимыми сериалами называет «Ходячих мертвецов» и «Игру престолов».

## Фильмография

### Фильмы
| Год  | Название на русском              | Название на английском                          | Роль                | Примечания             |
| ---- | -------------------------------- | ----------------------------------------------- | ------------------- | ---------------------- |
| 1990 | Элис                             | Alice                                           | Хильда              |                        |
| 1992 | Запах женщины                    | Scent of a Woman                                | Миссис Хансакер     |                        |
| 1993 | Эпоха невинности                 | The Age of Innocence                            | Горничная           |                        |
| 1997 | Вход и выход                     | In & Out                                        | Кузина Гретхен      |                        |
| 1998 | Знакомьтесь, Джо Блэк            | Meet Joe Black                                  | Хелен               |                        |
| 2002 | О Шмидте                         | About Schmidt                                   | Хелен Шмидт         |                        |
| 2002 | Вдали от рая                     | Far from Heaven                                 | Пожилая женщина     |                        |
| 2003 |                                  | Another Night                                   | Горничная           | Короткометражный фильм |
| 2004 | Добро пожаловать в Лосиную бухту | Welcome to Mooseport                            | Ирма                |                        |
| 2007 |                                  | Dead Write                                      | Мисс Копперфильд    |                        |
| 2008 | Просто добавь воды               | Just Add Water                                  | Мать                |                        |
| 2008 |                                  | Old Days                                        | Гертруда            | Короткометражный фильм |
| 2010 |                                  | Miss This at Your Peril                         | Скарлетт            | Короткометражный фильм |
| 2011 | Атлант расправил плечи: Часть 1  | Atlas Shrugged: Part I                          | Миссис Гастингс     |                        |
| 2011 | Идеальная семья                  | The Perfect Family                              | Миссис Пинч         |                        |
| 2011 | Большой год                      | The Big Year                                    | Старая леди         |                        |
| 2012 | Злоключения Висента Фернандеза   | The Man Who Shook the Hand of Vicente Fernandez | Ирма                |                        |
| 2012 | Что бы вы сделали…               | Would You Rather                                | Линда               |                        |
| 2013 | Небраска                         | Nebraska                                        | Кейт Грант          |                        |
| 2016 | Другие люди                      | Other People                                    | Рут-Энн             |                        |
| 2020 | Палм-Спрингс                     | Palm Springs                                    | Нана                |                        |
| 2021 | Палмер                           | Palmer                                          | Вивиан Палмер       |                        |
| 2024 | Тельма                           | Thelma                                          | Тельма Пост         |                        |
| 2024 | Головоломка 2                    | Inside Out 2                                    | Ностальгия          | озвучивание            |
| 2025 | Великая Элеонор                  | Eleanor the Great                               | Элеонор Моргенштейн |                        |

### Телевидение
| Год       | Название на русском      | Название на английском     | Роль                               | Примечания                                      |
| --------- | ------------------------ | -------------------------- | ---------------------------------- | ----------------------------------------------- |
| 1995      | Закон и порядок          | Law & Order                | Сильвия Шерман                     | Эпизод: «Progeny»                               |
| 1999      | Закон и порядок          | Law & Order                | Эйлин де Роуз                      | Эпизод: «Merger»                                |
| 2001      | Эд                       | Ed                         | Органист                           | Эпизод: «Valentine’s Day»                       |
| 2003      | Скорая помощь            | ER                         | Женщина из социального страхования | Эпизод: «No Strings Attached»                   |
| 2003      | Журнал мод               | Just Shoot Me!             | Миссис Пибблс                      | Эпизод: «Son of a Preacher Man»                 |
| 2003-2004 | Справедливая Эми         | Judging Amy                | Луиза Флауэрс                      | Второстепенная роль, 5 эпизодов                 |
| 2005      | Доктор Хаус              | House                      | Рамона                             | Эпизод: «Love Hurts»                            |
| 2005      | Шоу Берни Мака           | The Bernie Mac Show        | Монахиня                           | Эпизод: «Night of Terror»                       |
| 2005      | Два с половиной человека | Two and a Half Men         | Маргарет                           | Эпизод: «Sleep Tight, Puddin' Pop»              |
| 2005      | Умерь свой энтузиазм     | Curb Your Enthusiasm       | Миссис Кон                         | Эпизод: «The End»                               |
| 2006      | Седьмое небо             | 7th Heaven                 | Миссис Руснэк                      | Эпизод: «Love and Obsession»                    |
| 2007      | Сердце незнакомца        | A Stranger’s Heart         | Тетя Кэсс                          | Телефильм                                       |
| 2007      | Шоу Билла Ингвалла       | The Bill Engvall Show      | Идда                               | Эпизоды: «Feel Free to Say No» и «The Birthday» |
| 2005-2007 | Говорящая с призраками   | Ghost Whisperer            | Бабушка                            | Второстепенная роль, 6 эпизодов                 |
| 2008      | Стая акул                | Shark Swarm                | Бесс Уайлдер                       | Телефильм                                       |
| 2008      | Детектив Раш             | Cold Case                  | Аннет Хикс                         | Эпизод: «Slipping»                              |
| 2008-2009 | Молодые и дерзкие        | The Young and the Restless | Перл                               | Дневная мыльная опера, второстепенная роль      |
| 2011      | Орлиное сердце           | Eagleheart                 | Эстер                              | Эпизод: «Once in a Wattle»                      |
| 2012      | Касл                     | Castle                     | Джейми Айзексон                    | Эпизод: «Once Upon a Crime»                     |
| 2012      | Майк и Молли             | Mike & Molly               | Франсин                            | Эпизод: «The Rehearsal»                         |
| 2013      | Старость — не радость    | Getting On                 | Варла Поиндер                      | Эпизод: «If You’re Going to San Francisco»      |
| 2013      | Миллеры в разводе        | The Millers                | Бланш, мать Кэрол                  | Эпизод: «Carol’s Parents Are Coming to Town»    |
| 2014      | Девчонки                 | Girls                      | Бабушка Ханны                      | Эпизод: «Flo»                                   |
| 2014      | Хор                      | Glee                       | Мэгги Бенкс                        | Эпизод: «Old Dog, New Tricks»                   |
| 2014      | Коварные горничные       | Devious Maids              | Мать Женевьевы                     |                                                 |
| 2015      | Теория Большого взрыва   | The Big Bang Theory        | Бабушка Шелдона Купера             | 9 сезон, 14 эпизод                              |
| 2016      | Бесстыжие                | Shameless                  | Этта Тисдейл                       | 7 эпизодов                                      |

## Награды и номинации
| Награды и номинации             | Награды и номинации                 | Награды и номинации | Награды и номинации | Награды и номинации |
| Награда                         | Категория                           | Фильм               | Результат           |                     |
| ------------------------------- | ----------------------------------- | ------------------- | ------------------- | ------------------- |
| «Независимый дух»               | «Лучшая актриса второго плана»      | «Небраска»          | Номинация           |                     |
| «Спутник»                       | «Лучшая актриса второго плана»      | «Небраска»          | Победа              |                     |
| Ассоциация кинокритиков Бостона | «Лучшая актриса второго плана»      | «Небраска»          | Победа              |                     |
| Премия Гильдии киноактёров США  | «Лучшая женская роль второго плана» | «Небраска»          | Номинация           |                     |
| «Золотой глобус»                | «Лучшая женская роль второго плана» | «Небраска»          | Номинация           |                     |
| «Выбор критиков»                | «Лучшая актриса второго плана»      | «Небраска»          | Номинация           |                     |
| «Оскар»                         | «Лучшая женская роль второго плана» | «Небраска»          | Номинация           |                     |